# Brockes-Passion (Händel)
Die Brockes-Passion (Originaltitel Der für die Sünde der Welt gemarterte und sterbende Jesus, HWV 48) ist ein Passionsoratorium in einem Teil von Georg Friedrich Händel (Musik) mit einem Libretto des Hamburger Ratsherrn Barthold Heinrich Brockes. Die Uraufführung fand am 3. April 1719 (Montag der Karwoche) im Refektorium der Domkirche in Hamburg statt.

## Entstehung
Über die Entstehungsgeschichte von Händels Komposition, die er ungewöhnlicherweise nicht zur eigenen Verwendung, sondern für Musiker im entfernten Hamburg schrieb, wissen wir nur durch den Bericht Johann Matthesons in seiner Grundlage einer Ehren-Pforte von 1740. Danach wurden in der Karwoche 1719 gleich vier Passionen aufgeführt, die auf dem gleichen Textbuch basieren: neben Händels auch noch die von Reinhard Keiser (1712) und Georg Philipp Telemann, 1716 geschrieben, sowie jene vom Autor der Ehren-Pforte Mattheson, die dieser 1718 komponiert hatte.

„Eine solche Beschaffenheit hat es auch mit der Brockesischen Paßions=Musik, die er gleichfalls in England verfertiget, und in einer ungemein eng=geschriebenen Partitur auf der Post hieher geschickt hat. Von diesem Oratorio wurde, in einem gedruckten Vorberichte, 1719. folgendes gemeldet:
 Es ist nicht zu verwundern, daß die vier grossen Musici, Herr Keiser, Herr Händel, Herr Telemann und Herr  Mattheson, als welche sich, durch ihre viele und treffliche der musikalischen Welt gelieferte Meisterstücke, einen ewigen Ruhm erworben, solches in die Musik zu bringen, für ihr grössestes Vergnügen geschäꜩet, in welcher Verrichtung es ihnen denn so ungemein wohl gelungen, daß auch der behutsamste Kenner einer schönen Musik gestehen muß, er wisse nicht, was hier an Anmuth, Kunst und natürlicher Ausdrückung der Gemüths=Neigungen vergessen, und wem der Rang, ohne einem gefährlichen Urtheil sich zu unterwerffen, zu geben sey. Des Herrn Keisers Musik ist ehedessen schon unterschiedene mahl, mit der grössesten Approbation, aufgeführet worden. Des Herrn Matthesons dies Jahr zu zwei mahlen gehörte Musik (Ob ich gleich die letzte Composition gemacht, so ist sie doch theils besonders, theils öffentlich, zumahl 1718., vor der händelschen öffters aufgeführet worden; da doch diese längst hie war, so wohl, als die telemannische.) hat den Zuhörern derselben ein unsterbliches Andencken seiner Virtù überlassen. Nun aber ist man Willens, künfftigen Montag (in der Stillen Woche) des Herrn Händels, und Dienstags des Herrn Telemanns Musik aufzuführen etc.“

Wie es dazu kam, dass Händel beauftragt wurde, diese Komposition zu verfassen, bleibt unklar. Der Bericht von Mattheson könnte darauf hindeuten, dass er die Komposition bei Händel angeregt, wenn nicht sogar bestellt hat. Händel kannte Brockes seit 1702 aus Halle, einem der Hauptorte der lutherischen Pietismusbewegung, als dieser an der Halleschen Universität studierte und Händel selbst am 10. Februar 1702 dort immatrikuliert wurde. Brockes hatte in der Saalestadt auch musikalische Abendunterhaltungen veranstaltet, an denen vielleicht auch Händel und Telemann beteiligt waren. Auch später in Hamburg sind sie zusammengetroffen, denn Brockes kam 1704 nach Hamburg, ein Jahr nach Händel. Zum Zeitpunkt der Komposition befand sich Händel allerdings schon seit fast vier Jahren in London. 
Über die Entstehungszeit der Musik zu Brockes’ Text gibt es verschiedene Theorien: Einmal wird vermutet, dass er das Werk vermutlich im Frühsommer 1716 vor seiner im Juli gestarteten Reise nach Halle und Ansbach vertonte und es spätestens im Herbst 1716 per Post zu Mattheson nach Hamburg schickte. Plausibler ist vielleicht, dass er während seiner Reise auch in Hamburg gewesen sein und mit Mattheson die Vertonung der Passion vereinbart haben könnte. Dann wären die letzten Monate 1716 und/oder die ersten des Jahres 1717 als Entstehungszeit anzusetzen. Möglich ist ferner, dass Händel vorhatte, die Uraufführung seiner Brockes-Passion im April 1719 in Hamburg zu besuchen, denn er wollte sich ohnehin in diesem Frühjahr auf dem Kontinent nach Sängern für die neu gegründete Royal Academy of Music umschauen. Doch verzögerte sich seine Abreise, die er erst im Mai 1719 antreten konnte.
Die Brockes-Passion ist die einzige geistliche Komposition Händels auf einen deutschen Text. Die Originalpartitur ist verschollen. Es sind aber fünf Abschriften erhalten. Eine dieser Abschriften hat Johann Sebastian Bach 1746/1747 in Leipzig  mithilfe eines Kopisten angefertigt.

## Aufführungsgeschichte
Die erste Aufführung des Werks fand vermutlich schon 1716/1717 im privaten Rahmen im Hause von Brockes statt.
Bei der öffentlichen Uraufführung am 3. April 1719 in der Hamburger Domkirche sang die Städtische Kantorei unter der Leitung des damaligen Domkantors Johann Mattheson. Es wurde ein Eintrittsgeld gefordert. Die Sänger gehörten zu den beliebtesten Darstellern der Oper am Gänsemarkt. Sicher belegt sind Margaretha Susanna Kayser (Sopran), Adam Rose (Alt) und Ernst Carl Ludwig Westenholz (Bass). Möglicherweise wirkte auch Johann Adolph Hasse (Tenor) als Evangelist und Petrus mit.
Weitere Hamburger Aufführungen fanden am 20. März 1720 im Drillhaus, der Exerzierhalle der Hamburgischen Bürgerwehr, am 26. März und 7. April 1721 in der Domkirche und 5. April 1724 wieder im Drillhaus statt. Am 26. März 1723 gab es eine Aufführung in Lüneburg und zwischen 1746 und 1749 eine solche möglicherweise unter der Leitung Johann Sebastian Bachs in der Neuen Kirche in Leipzig. Im 18. Jahrhundert wurde das Werk vermutlich auch in Wien durch Joseph Haydn und in schwedischer Sprache in Stockholm von Johan Helmich Roman aufgeführt.
1722 wurden einzelne Sätze des Werkes mit Teilen der Kompositionen Keisers, Telemanns und Matthesons zu einem Passions-Pasticcio zusammengestellt und unter dem Namen Omnibus Brockes Passion in Hamburg aufgeführt.
Im 19. Jahrhundert wurde Händels Brockes-Passion nur selten aufgeführt, so z. B. im privaten Rahmen in Heidelberg von Anton Friedrich Justus Thibaut. Der Text entsprach nicht dem damaligen Zeitgeschmack. So äußerte sich der Musikwissenschaftler und Händel-Biograph Friedrich Chrysander folgendermaßen zu dem Werk:

„Das Werk von Brockes ist geschmacklos und sinnlos, strotzt von übertriebenen oder unwürdigen Bildern, ist aber von großer sinnlicher Gewalt, die wie ein Theatereffect sich aufdrängt und wie ein solcher die Hörer überwältigt“

1965 gab Felix Schröder eine Neuausgabe der Partitur heraus. Seitdem wird das Werk wieder öfter aufgeführt.
Die erste Wiederbelebung des Werkes in historischer Aufführungspraxis ist dem Pionier der Alten Musik August Wenzinger zu verdanken. Es erklang vom 26. Juni bis 9. Juli 1967 in St. Emmeram in Regensburg mit einem Orchester der Schola Cantorum Basiliensis und den Regensburger Domspatzen.

## Libretto und Handlung
→ Hauptartikel zum Libretto von Barthold Heinrich Brockes: Brockes-Passion
Der Text basiert auf dem Passionsgeschehen in den vier Evangelien der Bibel, insbesondere auf den Kapiteln 26 bis 27 des Matthäus-Evangeliums. Im Gegensatz zu den späteren Werken von Johann Sebastian Bach und anderen wurde er hier nicht wörtlich übernommen, sondern auch in den Rezitativen in Versform nachgedichtet. Das Libretto wurde 1712 das erste Mal gedruckt, aber Händel lag zur Vertonung offenbar der zweite Druck aus dem Jahr 1713 mit dem Titel Der für die Sünde der Welt / gemarterte und sterbende Jesus aus den IV. Evangelisten von B[arthold]. H[einrich]. B[rockes]. / in gebundener Rede vorgestellt / und in der Stillen=Woche Musicalisch aufgeführt / Anno 1712. Hamburg 1713. […] Conrad Neumann vor.
Nach dem als Sündenbekenntnis der Gemeinde zu verstehenden Eingangschor („Mich vom Stricke meiner Sünden zu entbinden, wird mein Gott gebunden“) werden die folgenden Ereignisse behandelt: Das Abendmahl, der Gang zum Ölberg, das Gebet in Gethsemane, die Gefangennahme, das Verhör vor dem Hohen Rat, die Verleugnung durch Petrus, die Auslieferung an Pilatus, die Verhandlung vor Pilatus, die Verspottung, die Kreuzigung und der Tod Jesu. Der Schlusschor ist ein trostreiches Bekenntnis zu Christus, der die Welt durch sein Leiden erlöst hat.

## Musik
Das Werk hat insgesamt 106 Sätze, von denen viele einen opernhaften Charakter haben. Wie in der Oper gibt es hier Ouvertüren, Rezitative, Ariosi, Arien, Ensemble-Sätze und Chöre. Allerdings wird auf tänzerische Elemente verzichtet, und eine kontemplative Stimmung herrscht vor. Trotz vieler Chorsätze hat der Chor insgesamt nur eine periphere Funktion. Die meisten Turba-Chöre sind nur kurz, und auch die vier Choräle sind schlicht gehalten. Das Passionsgeschehen wird auf die wesentlichen Elemente beschränkt. Dem erzählenden Evangelisten sind mit der Tochter Zion und den vier Gläubigen Seelen (je eine in jeder Stimmlage) allegorische Figuren gegenübergestellt, die das Geschehen reflektieren. Jesus wird nicht triumphierend, sondern duldend dargestellt. Auf äußerliche Beschreibungen wird weitgehend verzichtet. Andere in der Bibel nur kurz erwähnte Ereignisse wie der Dialog mit den Jüngern werden dagegen ausgeschmückt. Der Hörer soll sich in die Passion hineinfühlen, für die Buße empfänglich gemacht und so von seinen Sünden erlöst werden können. Durch dieses pietistische Ziel und vor allem wegen des Fehlens der wörtlichen Evangelienrezitation war das Oratorium nicht wie etwa Bachs Passionen liturgisch verwendbar. Aufführungen fanden daher auch nicht im Rahmen eines Gottesdienstes in der Kirche statt, sondern im privaten Kreis oder im Konzertsaal.
Für die Musik verwendete Händel auch ältere Werke wie die dritte Klavierfuge und Teile des Utrechter Te Deum. Andererseits nutzte er später auch einige Sätze der Passion in seiner Oper Giulio Cesare, in den Oratorien Esther, Deborah und Athalia sowie in den Concerti grossi.

## Orchester
Zwei Oboen, zwei Fagotte, Streicher und Basso continuo (Violoncello, Laute, Cembalo).
Die Orchesterbesetzung ist sparsam. Der Klang basiert hauptsächlich auf dem Streicherensemble, das gelegentlich durch Oboen verstärkt wird. Nur in sieben Arien kommen Oboen-Soli vor. An manchen Stellen werden die Violinen unisono geführt, und es gibt auch einzelne Violin-Soli.

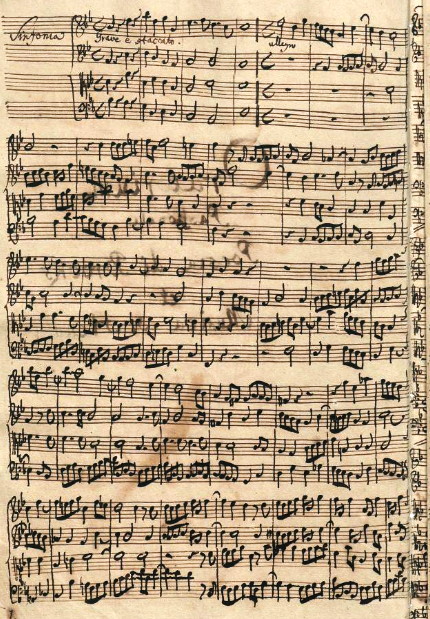
Beginn der Brockes-Passion (Sinfonia) in der Abschrift Johann Sebastian Bachs, Leipzig 1746

## Struktur des Oratoriums
| Sinfonia. Grave e staccato. – Allegro. – Adagio e staccato.                                       |
| 1. Soli e Coro. (2 Ob, Str, BC) Mich vom Stricke meiner Sünden zu entbinden                       |
| Recitativo. Evangelist Als Jesus nun zu Tische saße                                               |
| 2. Recitativo accompagnato. Jesus (Str, BC) Das ist mein Leib: kommt, nehmet, esset               |
| 3. Aria. Tochter Zion (2 Ob, Str, BC) Der Gott, dem alle Himmelskreise                            |
| Recitativo. Evangelist Und bald hernach nahm er den Kelch                                         |
| 4. Recitativo accompagnato. Jesus (Str, BC) Das ist mein Blut im neuen Testament                  |
| 3. Aria da capo. Tochter Zion (2 Ob, Str, BC) Gott selbst, der Brunnquell alles Guten             |
| 5. Coro (Choral). (2 Ob, Str, BC) Ach, wie hungert mein Gemüte                                    |
| Recitativo. Evangelist, Jesus Drauf sagten sie dem Höchsten Dank                                  |
| 6. Coro. (2 Ob, Str, BC) Wir alle wollen eh’ erblassen                                            |
| Recitativo. Jesus Es ist gewiss, denn also steht geschrieben                                      |
| 7. Aria. Jesus (2 Ob, 2 Vl, BC) Weil ich den Hirten schlagen werde                                |
| Recitativo. Petrus, Jesus (2 Ob, Str, BC) Auf’s wenigste will ich                                 |
| 8. Aria. Jesus (Str, BC) Mein Vater! Schau, wie ich mich quäle                                    |
| Recitativo. Jesus Mich drückt der Sünden Zentnerlast                                              |
| 8. Aria da capo. Jesus (Str, BC) Ist’s möglich, daß dein Zorn sich stille                         |
| 9. Arioso. Tochter Zion (Ob, BC) Sünder, schaut mit Furcht und Zagen                              |
| Recitativo. Evangelist Die Pein vermehrte sich                                                    |
| 10. Aria. Tochter Zion (2 Vl, BC) Brich, mein Herz, zerfließ in Tränen                            |
| Recitativo. Evangelist Ein Engel aber kam                                                         |
| 11. Arioso. Jesus, Petrus, Johannes, Jakobus (2 Vl, BC) Erwachet doch! Wer ruft?                  |
| Recitativo. Evangelist Und eh’ die Rede noch geendigt war                                         |
| 12. Coro. (2 Ob, Str, BC) Greift zu! Schlagt tot!                                                 |
| Recitativo. Evangelist, Judas Und der Verräter hatte dieses ihnen                                 |
| 13. Coro. (Str, BC) Er soll uns nicht entlaufen                                                   |
| Recitativo. Judas, Jesus Nimm, Rabbi, diesen Kuß von mir                                          |
| 14. Aria. Petrus (2 Ob, Str, BC) Gift und Glut, Strahl und Flut!                                  |
| Recitativo. Jesus Steck nur das Schwert an seinen Ort                                             |
| 15. Coro. (2 Ob, Str, BC) O weh, sie binden ihn mit Strick und Ketten!                            |
| Recitativo. Petrus Wo flieht ihr hin? Verzagte, bleibt!                                           |
| 16. Aria. Petrus (BC) Nehmt mich mit, verzagte Scharen                                            |
| Recitativo. Evangelist, Caiphas, Jesus, Kriegsknecht Und Jesus ward zum Palast Caiphas’           |
| 17. Aria. Tochter Zion (2 Vl, BC) Was Bärentatzen, Löwenklauen                                    |
| Recitativo. Evangelist, Magd, Petrus, 2. Magd, 3. Magd Dies sahe Petrus an                        |
| 18. Arioso. Petrus (2 Ob, Str, BC) Ich will versinken und vergehn                                 |
| Recitativo. Evangelist, Petrus Drauf krähete der Hahn                                             |
| 19. Aria. Petrus (Ob, 2 Vl, BC) Heul, du Fluch der Menschenkinder!                                |
| Recitativo. Petrus Doch wie, will ich verzweifelnd untergehn?                                     |
| 20. Aria. Petrus (Str, BC) Schau, ich fall’ in strenger Buße                                      |
| 21. Coro (Choral). (Ob, 2 Vl, BC) Ach, Gott und Herr, wie groß und schwer                         |
| Recitativo. Evangelist, Caiphas, Jesus Als Jesus nun, wie hart man ihn verklagte                  |
| 22. Coro. (Ob, 2 Vl, BC) Er hat den Tod verdient                                                  |
| 23. Aria. Gläubige Seele (Tenor) (2 Ob, 2 Vl, BC) Erwäg, ergrimmte Natternbrut                    |
| Recitativo. Evangelist, Tochter Zion Die Nacht war kaum vorbei                                    |
| 24. Aria. Tochter Zion (2 Ob, 2 Vl, BC) Meine Laster sind die Stricke                             |
| Recitativo. Judas O, was hab’ ich verfluchter Mensch getan!                                       |
| 25. Aria. Judas (2 Vl, BC) Laßt diese Tat nicht ungerochen!                                       |
| Recitativo. Judas Unsäglich ist mein Schmerz                                                      |
| 26. Aria. Tochter Zion (Ob, 2 Fg, Str, BC) Die ihr Gottes Gnad’ versäumet                         |
| Recitativo. Evangelist, Jesus Wie nun Pilatus Jesum fragt                                         |
| 27. Coro. (Ob, Str, BC) Bestrafe diesen Übeltäter                                                 |
| Recitativo. Pilatus, Evangelist Hast du denn kein Gehör?                                          |
| 28. Duetto. Tochter Zion, Jesus (2 Vl, BC) Sprichst du denn auf dies Verklagen                    |
| Recitativo. Evangelist Pilatus wunderte sich sehr                                                 |
| 29. Coro. (Str, BC) Nein, diesen nicht, den Barrabas gib frei                                     |
| Recitativo. Pilatus Was fang ich denn mit eurem so genannten König an?                            |
| 30. Coro. (2 Ob, Str, BC) Weg! Laß ihn kreuzigen!                                                 |
| Recitativo. Pilatus (2 Ob, Str, BC) Was hat er denn getan?                                        |
| 31. Coro. (2 Ob, Str, BC) Weg! Laß ihn kreuzigen!                                                 |
| Recitativo. Evangelist Wie er nun sah, daß dies Getümmel                                          |
| 32. Arioso Tochter Zion (BC) Besinne dich, Pilatus, schweig, halt ein!                            |
| Recitativo. Evangelist (2 Ob, Str, BC) Drauf zerreten die Kriegsknecht’ ihn hinein                |
| 33. Arioso. Gläubige Seele (Sopran) (BC) Ich seh’ an einen Stein gebunden                         |
| Recitativo. Gläubige Seele (Sopran) Drum, Seele, schau mit ängstlichem Vergnügen                  |
| 34. Aria. Gläubige Seele (Sopran) (2 Vl, BC) Dem Himmel gleicht sein buntgefärbter Rücken         |
| Recitativo. Evangelist Wie nun das Blut mit Ströme von ihm rann                                   |
| 35. Aria. Tochter Zion (Str, BC) Die Rosen krönen sonst der rauen Dornen Spitzen                  |
| Recitativo. Tochter Zion Verwegner Dorn, barbar’sche Spitzen!                                     |
| 36. Aria. Tochter Zion (BC) Laß doch diese herbe Schmerzen                                        |
| Recitativo. Tochter Zion Die zarten Schläfen sind bis ans Gehirne durchlöchert                    |
| 37. Aria. Tochter Zion (2 Ob, BC) Jesu, dich mit unsern Seelen zu vermählen                       |
| Recitativo. Evangelist Drauf beugten sie aus Spott vor ihm die Knie                               |
| 38. Coro. (2 Ob, Str, BC) Ein jeder sei ihm untertänig!                                           |
| Recitativo. Evangelist Ja, scheueten sich nicht                                                   |
| 39. Aria. Tochter Zion (BC) Schäumest du, du Schaum der Welt                                      |
| Recitativo. Evangelist Worauf sie mit dem Rohr                                                    |
| Recitativo. Tochter Zion Bestürzter Sünder, nimm in acht                                          |
| 40. Aria. Tochter Zion (2 Ob, 2 Vl, BC) Heil der Welt, dein schmerzlich Leiden                    |
| Recitativo. Evangelist Wie man ihm nun genug Verspottung                                          |
| 41. Solo e Coro. Tochter Zion (2 Vl, BC) Eilt, ihr angefochten Seelen!                            |
| Recitativo. Maria Ach Gott! Mein Sohn wird fortgeschleppt                                         |
| 42. Duetto. Maria, Jesus (2 Ob, Str, BC) Soll mein Kind, mein Leben sterben                       |
| Recitativo. Evangelist Und er trug selbst sein Kreuz                                              |
| 43. Aria. Tochter Zion (Str, BC) Es scheint, da den zerkerbten Rücken                             |
| Recitativo. Evangelist Wie sie nun an die Stätte, Golgatha mit Namen                              |
| 44. Aria. Gläubige Seele (Sopran) (2 Ob, Str, BC) Hier erstarrt mein Herz und Blut                |
| Recitativo. Gläubige Seele (Sopran) O Anblick, o entsetzliches Gesicht!                           |
| 45. Coro. (2 Ob, Str, BC) O Menschenkind, nur deine Sünd’                                         |
| Recitativo. Evangelist Sobald er nun gekreuzigt war                                               |
| 46. Coro. (2 Ob, Str, BC) Pfui seht mir doch den neuen König an!                                  |
| Recitativo. Evangelist Und eine dikke Finsternis                                                  |
| 47. Aria. Gläubige Seele (Sopran) (2 Fg, 2 Vl, BC) Was Wunder, daß der Sonnen Pracht              |
| Recitativo. Evangelist Dies war zur neunten Stund’                                                |
| 48. Arioso. Gläubige Seele (Sopran) (BC) Mein Heiland, Herr und Fürst!                            |
| Recitativo. Evangelist Drauf lief ein Kriegsknecht hin                                            |
| 49. Terzetto. Gläubige Seelen (Sopran, Alt, Bass) (Str, BC) O Donnerwort! O schrecklich Schreien! |
| Recitativo. Gläubige Seele (Sopran), Evangelist O selig, wer dies glaubt                          |
| 50. Duetto. Tochter Zion, Gläubige Seele (Sopran) (BC) Sind meiner Seelen tiefe Wunden            |
| Recitativo. Tochter Zion, Evangelist O Großmut! O erbarmendes Gemüt!                              |
| 51. Aria. Gläubige Seele (Tenor) (Str, BC) Brich, brüllender Abgrund                              |
| Recitativo. Gläubige Seele (Tenor), Hauptmann Ja, ja, es brüllet schon                            |
| 52. Aria. Gläubige Seele (Bass) (2 Vl, BC) Wie kommt’s, daß da der Himmel weint                   |
| 53. Recitativo accompagnato. Gläubige Seele (Sopran) (Str, BC) Bei Jesus’ Tod und Leiden leidet   |
| 54. Coro (Choral). (2 Ob, Str, BC) Mein Sünd’ mich werden kränken sehr                            |
| 55. Aria. Tochter Zion (2 Ob, Str, BC) Wisch ab der Tränen scharfe Lauge                          |
| 56. Coro (Choral). (2 Ob, Str, BC) Ich bin ein Glied an deinem Leib                               |

## Diskografie
Es gibt einige CD-Aufnahmen des Oratoriums. Hier eine Auswahl:
- 26. Juni bis 9. Juli 1967 – August Wenzinger (Dirigent), Orchester der Schola Cantorum Basiliensis, Regensburger Domchor.
 Ernst Haefliger (Evangelist, Gläubige Seele, Jakobus), Theo Adam (Jesus), Maria Stader (Tochter Zion), Edda Moser (Maria, Gläubige Seele, Erste Magd), Paul Esswood (Johannes, Judas, Kriegsknecht, Gläubige Seele), Jerry J. Jennings (Petrus), Jakob Stämpfli (Caiphas, Pilatus, Hauptmann, Gläubige Seele), Rosemarie Sommer (Zweite Magd), Verena Scheidegger (Dritte Magd).
 Aus St. Emmeram (Regensburg).
 Deutsche Grammophon 4636442. (182 min)[14]
- 14.–24. August 1985 – Nicholas McGegan (Dirigent), Capella Savaria, Stadtsingechor Halle.
 Martin Klietmann (Evangelist), István Gáti (Jesus), Mária Zádori (Tochter Zion), Katalin Farkas (Gläubige Seele, Dritte Magd), Éva Bártfai-Barta (Maria, Zweite Magd), Éva Lax (Erste Magd), Drew Minter (Judas, Gläubige Seele), Péter Baján (Johannes, Kriegsknecht), Tamás Csányi (Jakobus, Caiphas), Guy de Mey (Gläubige Seele), János Bándi (Gläubige Seele), Gunther Burzynski (Pilatus, Gläubige Seele, Hauptmann).
 Hungaroton 12734/36 (1995); Brilliant Classics 92033-1/3. (151 min)[15]
- 17.–19. Mai 2009 – Peter Neumann (Dirigent), Collegium Cartusianum, Kölner Kammerchor.
 Markus Brutscher (Evangelist), Markus Flaig (Jesus), Nele Gramß (Tochter Zion), Johanna Winkel (Gläubige Seele), Elvira Bill (Maria), Jan Thomer (Judas), James Oxley (Petrus), Michael Dahmen (Gläubige Seele, Pilatus, Caiphas).
 Aus der Kirche St. Johann in Schaffhausen; nach der Abschrift von Johann Sebastian Bach.
 Carus 83.428 (2 CDs, 152 min).
- 25. Mai 2017 – Laurence Cummings (Dirigent), FestspielOrchester Göttingen, NDR Chor.
 Sebastian Kohlhepp (Evangelist), Tobias Berndt (Jesus und Gläubige Seele), Johannette Zomer (Tochter Zion), Ana Maria Labin (Maria, Gläubige Seele, Johannes), Rupert Charlesworth (Petrus, Gläubige Seele), David Erler (Jakobus, Judas, Gläubige Seele, Kriegsknecht), Gesine Grube (Erste Magd), Gabriele Betty-Klein (Zweite Magd), Dorothee Risse-Fries (Dritte Magd), Fabian Kuhnen (Pilatus), Dávid Csizmár (Caiphas), Andreas Pruys (Hauptmann)
 Live von den Internationalen Händel-Festspielen Göttingen.
 Accent ACC26411 (2 CDs, 152 min).[16]
- 14.–19. Januar 2019 – Lars Ulrik Mortensen (Dirigent), Concerto Copenhagen.
 Ed Lyon (Evangelist), Peter Harvey (Jesus), Maria Keohane (Tochter Zion, Maria, Erste Magd), Joanne Lunn (Tochter Zion, Dritte Magd), Hanna Zumsande (Tochter Zion, Gläubige Seele, Johannes, zweite Magd), Daniel Carlsson (Judas), Daniel Elgersma (Jakobus, Kriegsknecht), Gwilym Bowen (Petrus), Jakob Block Jespersen (Caiphas, Pilatus, Hauptmann).
 Aus der Garnisonskirke Kopenhagen; nach der Hallischen Händel-Ausgabe.
 cpo 555 286-2. (153 min)[17][18]
- 19. April 2019 – Richard Egarr (Dirigent), Orchester und Chor der Academy of Ancient Music.
 Robert Murray  (Evangelist), Cody Quattlebaum (Jesus), Elizabeth Watts (Tochter Zion), Ruby Hughes (Gläubige Seele, Erste Magd), Rachael Lloyd (Gläubige Seele, Maria, Zweite Magd), Tim Mead (Judas), Gwilym Bowen (Petrus), Nicky Spence (Gläubige Seele), Morgan Pearse (Gläubige Seele, Caiphas, Pilatus, Hauptmann), Philippa Hyde (Dritte Magd).
 Aus der Barbican Hall London; Weltersteinspielung der vollständigen Fassung mit zahlreichen Sätzen der verschiedenen überlieferten Partituren.
 AAM/Naxos AAM007. (149 min + 26 min)[18]
- 8. Oktober 2019 – Jonathan Cohen (Dirigent), Ensemble Arcangelo.
 Stuart Jackson (Evangelist), Konstantin Krimmel (Jesus), Sandrine Piau (Tochter Zion), Alex Potter (Gläubige Seele, Johannes, Judas), Mhairi Lawson (Gläubige Seele), David Allsopp (Jakobus, Kriegsknecht, Gläubige Seele), Matthew Long (Petrus), William Gaunt (Caiphas, Gläubige Seele), Andrew Tortise (Gläubige Seele), Marcus Farnsworth (Pilatus, Hauptmann), Mary Bevan (Maria, Magd, Gläubige Seele).
 Alpha Classics/Outhère Music, Alpha 644 (2 CDs, 161 min, live).[19]
- 26.–27. April 2023 – Michael Hofstetter (Dirigent), Händelfestspielorchester Halle, Oper Halle Chorus.
 Robert Sellier (Evangelist, Gläubige Seele), Michael Zehe (Jesus), Vanessa Waldhart (Tochter Zion), Yulia Sokolik (Gläubige Seele), Romelia Lichtenstein (Maria, Gläubige Seele), Leandro Marziotte (Judas, Kriegsknecht), Franziska Faust (Johannes), Christina Mattaj (Jakobus), Jorge Navarro Colorado (Petrus), Ki-Hyun Park (Caiphas, Pilatus, Hauptmann, Gläubige Seele).
 Naxos 8574552-53. (138 min)